# Vĩnh Thịnh, Vĩnh Lộc
Vĩnh Thịnh là một xã thuộc huyện Vĩnh Lộc, tỉnh Thanh Hóa, Việt Nam.
Xã Vĩnh Thịnh có diện tích 22,42 km², dân số năm 1999 là 8.663 người, mật độ dân số đạt 386 người/km². Vĩnh Thịnh là một xã thuần nông, có đồi núi và đồng chiêm trũng, trong những năm gần đây địa phương đã phát triển thêm nghề đá mỹ nghệ, người dân nơi đây rất cần cù chịu khó và đặc biêt có giọng nói lại giống vùng xứ Nghệ, khác hẳn với các xã lân cận.Vĩnh Thịnh gồm có 4 làng : Đoài, Trung, Đông và Sanh. 